# Marie de Gottrau-von Wattenwyl
Marie de Gottrau-von Wattenwyl (* 29. November 1860 in Bern; † 16. Dezember 1910 in Freiburg im Üechtland) war eine Mitgründerin des Internationalen Verbandes katholischer Mädchenschutzvereine und präsidierte verschiedener nationale und internationale Organisationen im Bereich der Frauenbildung.

## Werdegang
Marie Gottrau-von Wattenwyl war die Tochter des Berner Grossrats Albert von Wattenwyl und der Bertha, geborene von Mülinen. 1885 heiratete sie Marie Joseph Charles geb. de Gottrau, Sohn des Tobie und der Catherine de Reynold de Nonan.
1896 gründete sie zusammen mit  Louise de Reynold und Athénais Clément den Internationalen Verband katholischer Mädchenschutzvereine. Sie präsidierte dessen Freiburger Kantonskomitee und war Mitglied in dessen Internationalem Komitee. 1898 gründete und förderte sie die Freiburger Haushaltungsschule. Ab 1900 war sie Mitglied des Zentralkomitees des Schweizerischen Gemeinnützigen Frauenvereins. Sie initiierte den ersten internationalen Frauenkongress für den Hauswirtschaftsunterricht, der 1908 in Freiburg stattfand und dessen Organisationskomitee sie leitete. Ab 1908 war sie Präsidentin des Office international de l’enseignement ménager.